# Seonyudo
Seonyudo är en ö i Sydkorea.   Den ligger i provinsen Norra Jeolla, i den sydvästra delen av landet, 200 km söder om huvudstaden Seoul. Arean är 3,3 kvadratkilometer.
Terrängen på Seonyudo är platt. Öns högsta punkt är 134 meter över havet. Den sträcker sig 3,2 kilometer i nord-sydlig riktning, och 2,5 kilometer i öst-västlig riktning.